# Новомосковка (Алтайский край)
Новомосковка — исчезнувший посёлок в Родинском районе Алтайском крае. Располагался на территории современного Центрального сельсовета. Упразднён в 1950-е годы.

## География
Располагался в 6 км к северо-западу от посёлка Красный Алтай.

## История
Основан в 1922 году. В 1928 году посёлок Солоновка состоял из 20 хозяйств. В составе Вознесенского сельсовета Родинского района Славгородского округа Сибирского края.

## Население
По переписи 1926 г. в посёлке проживало 97 человек (53 мужчины и 44 женщины), основное население — русские.